# 粉蕾木香
粉蕾木香（学名：Rosa pseudobanksiae）为蔷薇科蔷薇属下的一个种。

## 扩展阅读
- 維基物種上的相關：粉蕾木香